# 히라이 가즈오
히라이 가즈오(平井 一夫, 1960년 12월 22일 ~ )는 일본의 기업인이다. 1984년 소니 뮤직 엔터테인먼트의 전신인 CBS소니에 입사, 소니컴퓨터엔터테인먼트 아메리카 사장 겸 COO, 소니컴퓨터엔터테인먼트 대표를 거쳐, 2012년 4월 1일 소니 CEO로 취임했다. 소니의 최연소 CEO이자, 게임 사업부 출신으론 첫 CEO다.